# معين (اسم)
معين هو اسم علم مذكر من أصل عربي، ومعناه هو من الفعل أعان، المساعد المؤيد الصادق المعاون.

## شخصيات تحمل الاسم
- معين الدين أحمد قرشي (16 أبريل 1930[3][4] – 22 نوفمبر 2016[5])
- معين الدين أنر (كوندوتييرو سوري، – 28 أغسطس 1149)
- معين الدين الجشتي (12 فبراير 1142[6] – 15 مارس 1236[6])
- معين الشعباني (لاعب كرة قدم تونسي، 18 يونيو 1981[7] – )
- معين القدومي (1947 – 26 مارس 2012)
- معين الماضي (سياسي فلسطيني، – 1957)
- معين بسيسو (1926 – 23 يناير 1984)
- معين شريف (مغني لبناني، 15 مايو 1972 – )
- معين عبد الملك سعيد (سياسي يمني، 1977 – )

## وصلات خارجية
- موسوعة السلطان قابوس لأسماء العرب